# Emesis ocypore
Emesis ocypore är en fjärilsart som beskrevs av Charles Andreas Geyer 1837. Emesis ocypore ingår i släktet Emesis och familjen Riodinidae. Inga underarter finns listade i Catalogue of Life.

## Bildgalleri

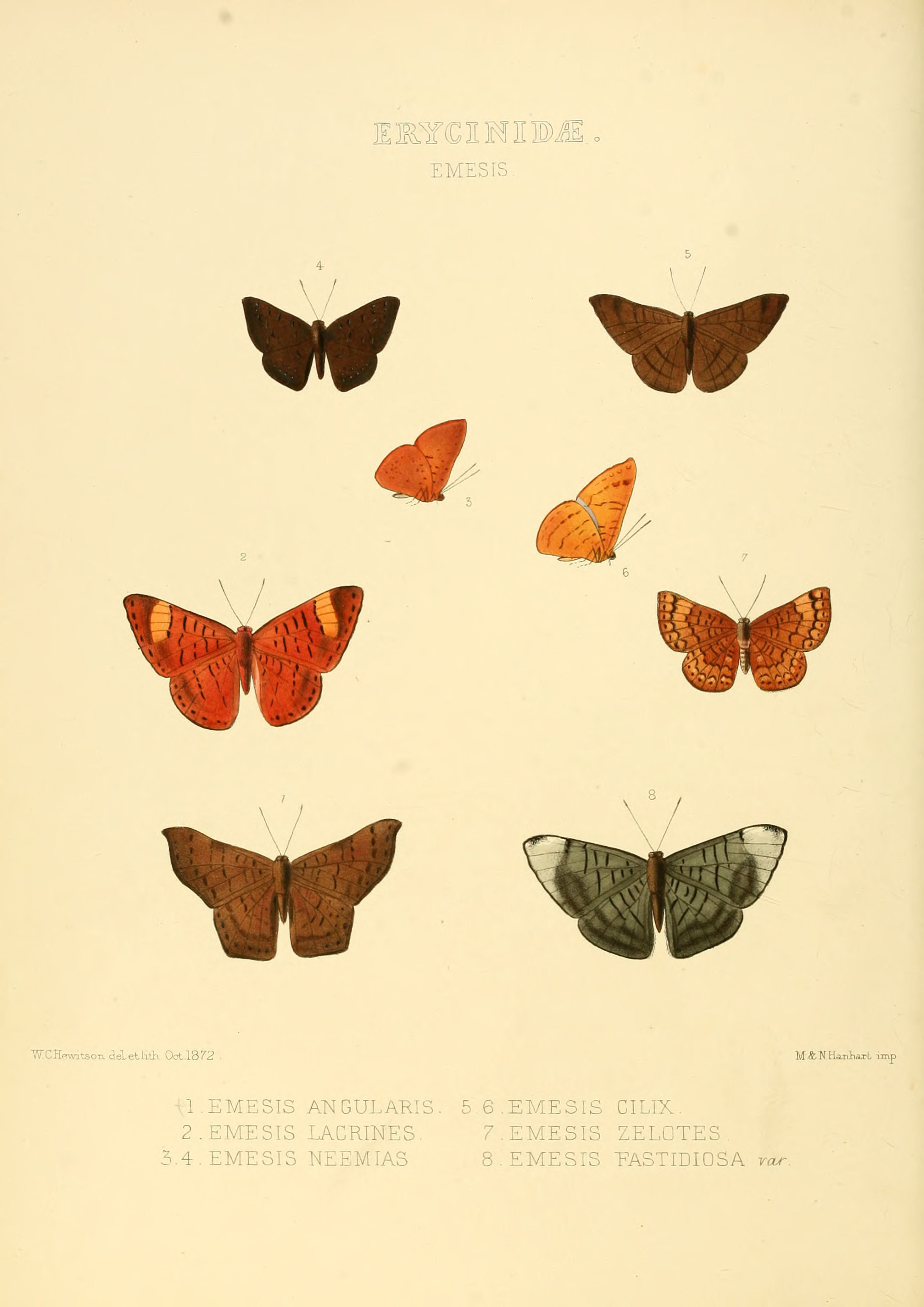